# Bergviken
För insjön Bergviken, se Bergviken (insjö).
Bergviken är en stadsdel i Luleå. Bergviken gränsar i söder till Innerstaden och Östermalm längs Svartövägen, i väster till Skutvikens industriområde, i norr till rekreationsområdet Mjölkuddsberget och i öster till Björkskatafjärden.
Bergvikens historia sträcker sig tillbaka till 1880-talet, då den första förstadsbebyggelsen växte fram i stadsdelens sydvästra del. Huvuddelen av stadsdelens bebyggelse tillkom dock från 1930-talet till 1960-talet. Under 1960-talet byggdes Kallkällan, under miljonprogrammet. Det är Luleås största sammanhängande flerbostadsbebyggelse. Klintbacken tillkom under 1980-talet på en tidigare campingplats. Norr om Klintbacken finns studentbostäder.
Inom Bergviken finns idrottsplatsen Skogsvallen och Luleå Kanotförenings lokaler.
I Bergviken bodde Clifton Fexmo, som medverkade i Kanal 5-programmet 100 höjdare.

## Skolor
Den kommunala skolan Bergviksskolan har lagts ned och rivits. I dess ställe kommer ytterligare ett pensionärshem. Nya Läroverket är en friskola med förskoleklasser och årskurs 1 till 9 som finns i de lokaler uppförda 1945, där gymnasieskolan Midskogsskolan tidigare fanns. Upptagningsområdet är hela Luleå. I de lokalerna finns också en kommunal Montessoriskola samt Luleå Kulturskola.

## Service
I Bergviken finns flera butiker, bland annat grill, solarium, frisörer och livsmedelsbutik. Går man över järnvägen kommer man till stormarknaden ICA Kvantum, Systembolaget, Kioskpiraten, Arken Zoo, Apotek Hjärtat Volvo och Coop Norrbotten Arena.
Luleå Lokaltrafiks busslinje 7 passerar området samt nattbussar och specialbussar.

## Idrott
Idrottsarenan Skogsvallen är hemmaarena för IFK Luleå. I Kallkällan finns en grusplan som under sommaren används som fotbollsplan och under vintern som hockeyrink. Alldeles intill Skogsvallen finns en tennisplan och pulkbacke.

## Postterminalen
Postterminalen på Blomgatan är Norrbottens största och hit ankommer och avgår det stora mängder last dagligen. Innan det blev en postterminal fanns på tomten ett slakteri som revs för att bygga postterminalen. Berget alldeles invid postbyggnaden kallas Postberget sedan posten flyttade dit och blev från 1980-talet ett tillhåll för en del ungdomar. Det högre och större berget norr om trafikleden heter Mjölkuddsberget och där finns kommunalt vattentorn, motionsslinga med elljus där stadens elitlag skid- och löptränar samt blåbärsmarker, grillplatser och utsikt över Luleå åt alla håll. 

## Föreningar
Luleå FC
PRO
Föräldraföreningen mot narkotika (FMN)
Luleå Kajakklubb
Jehovas Vittnen
Jesu Kristi Kyrka av Sista Dagars Heliga (Mormonkyrkan)